# Marc Boudoux
Marc Boudoux, né le 3 juillet 1959, est un rameur d'aviron français.

## Carrière
Marc Boudoux participe aux Jeux olympiques d'été de 1980 à Moscou, terminant huitième de l'épreuve de deux de couple. Il est médaillé de bronze en quatre de couple aux Championnats du monde d'aviron 1981 à Munich et termine cinquième de le finale de quatre de couple aux Jeux olympiques d'été de 1984 à Los Angeles.